# Dave Williams (Sänger)
David Wayne „Dave“ Williams, auch Stage genannt, (* 29. Februar 1972 in Dallas; † 14. August 2002 in Manassas) war ein US-amerikanischer Rocksänger. Er war bis zu seinem Tod Sänger der Nu-Metal-Band Drowning Pool.
Williams wurde von Charles Edward und Jo-Ann Williams aufgezogen. 1999 trat er der Band Drowning Pool bei, 2001 veröffentlichte die Band das Album Sinner. 
Am 14. August 2002, im Alter von 30 Jahren, wurde er tot im Tourbus aufgefunden. Er war an einer unentdeckten Herzmuskelschwäche gestorben. Zu seinen Ehren wurde in Plano, Texas am 18. August 2002 eine DVD mit dem Titel Sinema veröffentlicht, welche die Chronik seines Lebens zeigt.